# Canal 13 (Buenos Aires)
Canal 13 de Buenos Aires (estilizado comercialmente como eltrece) es una estación de televisión abierta argentina que transmite desde la Ciudad Autónoma de Buenos Aires. Fue fundado el 1 de octubre de 1960 operando con la licencia LS 85 TV y pertenece a la empresa Arte Radiotelevisivo Argentino (Artear), propiedad del Grupo Clarín, desde el 22 de diciembre de 1989. Es denominado popularmente «el canal del solcito», debido a su logotipo. Es el segundo canal de mayor audiencia en Argentina, solo por detrás de su principal competidor Telefe.
Es la emisora cabecera de la cadena de televisión El Trece, la cual transmite para todo el país por aire a través de estaciones propias y emisoras afiliadas, las cuales reciben la programación del Canal 13 a través de una señal distribuida por satélite. Esta señal también está disponible en ciertas operadoras de pago dependiendo de la localidad. Además, cuenta con un canal internacional disponible fuera de Argentina, denominado El Trece Internacional, la cual retransmite la programación en vivo del Canal 13 y reemplaza las producciones extranjeras emitidas por la estación con producciones locales.

## Historia

### Primeros años
En abril de 1958 el dictador Pedro Eugenio Aramburu (Decreto N.º 6287/58) concedió a grupos privados las licencias para transmitir por Canal 13 y otros dos canales de la Capital Federal (canales 9 y 11).
La de Canal 13 fue adjudicada a la empresa Río de la Plata TV, vinculada a la Unión Cívica Radical del Pueblo y varios propietarios de tierras. Con la licencia adjudicada, Río de la Plata TV se asoció con el consorcio estadounidense CBS/Time-Life, para formar la empresa Proartel, quedó un 20 % de las acciones en poder de la empresa argentina, y un 80 % en poder de la estadounidense, pese a que la ley prohibía que las licencias de televisión fueran adjudicadas a empresas extranjeras. Como presidente de la productora y director del canal fue nombrado el cubano Goar Mestre, pionero de la televisión latinoamericana.
El 1 de octubre de 1960 comenzaron las transmisiones, la primera imagen que emitió fue el fondo del Río de la Plata con la cara de «Telepibe», mascota del canal. Contaba con muchos programas de 30 minutos como La Nena, con Marilina Ross y Viendo a Biondi con Pepe Biondi, el de más audiencia del canal. Buenas tardes, mucho gusto, con la producción de Pedro Muchnik y dirección de Osías Wilensky, fue uno de los primeros programas cuando el canal comenzó.
Los antiguos estudios del canal donde se transmitían sus programas, telenovelas y noticieros en vivo fue en Avenida San Juan 1170.
Contaba con el programa Sábados Circulares (que había comenzado en Canal 9 y pasó al 13 en 1963) conducido por Nicolás “Pipo” Mancera.
El 3 de enero de 1966 salió al aire por primera vez el noticiero Telenoche con la conducción de Mónica Cahen D'Anvers y Andrés Percivale, escenografía de Armando Sánchez y dirección de cámaras de Julio Cardoso.
En 1969, el canal intentó realizar experimentos con el sistema de televisión color estadounidense NTSC, pero no obtuvo autorización debido a la situación económica y política de la época.
La participación de la CBS en el canal fue adquirida por la Editorial Atlántida en 1971, mientras que Mestre administró el canal hasta el 1 de agosto de 1974 cuando fue intervenido por el gobierno de Isabel Perón.

### Finalización de la licencia
Debido a que la legalidad de la concesión de Canal 13 había sido muy cuestionada, el presidente Arturo Illia (Decreto N.º 5490/65) y el dictador Alejandro Agustín Lanusse (Decreto N.º 6708/72), fijaron la fecha de vencimiento de las licencias para el 28 de abril de 1973, al cumplirse quince años de su adjudicación. Pese a ello, el gobierno de Lanusse no puso en marcha ningún trámite para adjudicar las nuevas licencias, razón por la cual los cinco canales continuaron en situación irregular durante más de un año. A fin de regularizarlos, el presidente interino Raúl Alberto Lastiri, por Decreto N.º 1761/73, declaró que el plazo de las licencias había finalizado. El 1 de agosto de 1974, el Estado reasumió la gestión de los cinco canales cuyas licencias habían finalizado en 1973, entre ellos Canal 13. El proyecto del gobierno de la presidenta Isabel Perón era apartarse del modelo establecido de grupos privados con fines de lucro, para organizar un modelo al estilo europeo, con fuerte presencia del Estado y la sociedad civil, pero la dictadura que tomó el poder en 1976 interrumpió este proyecto.
Durante el autodenominado Proceso de Reorganización Nacional, -última dictadura militar, desde 1976 hasta 1983–, la administración del canal fue entregada a la Armada Argentina, condición mantenida hasta 1983, cuando fue restituido el orden democrático. No obstante, continuó bajo la administración estatal.

### Incendio
El 2 de julio de 1980 a las 7:00 p.m., un incendio iniciado en el tercer piso del edificio se extendió a distintas partes del canal. La rápida intervención de 80 dotaciones de bomberos consiguió poner a salvo la continuidad del canal. El siniestro no causó víctimas, pero sí cuantiosos daños materiales. Al día siguiente, las trasmisiones de Canal 13 debieron realizarse en estudios auxiliares alquilados por el canal. El programa Almorzando con Mirtha Legrand salió al aire en el Restaurante La Rueda, en Cochabamba y Salta, a cuadras del canal.

### Reprivatización
Durante la primera licitación para reprivatizar los canales porteños, iniciada en 1982 y llevada a cabo a fines de 1983, no se presentaron ofertas para tomar posesión del canal 13, tal como ocurrió también en el caso del canal 11. Luego de una crisis económica que tuvo a ambas emisoras a punto de cerrar, el gobierno de Carlos Menem realizó una segunda licitación.
En diciembre de 1989, la licitación fue ganada por Arte Radiotelevisivo Argentino (Artear), sociedad dueña de la mayoritaría de Arte Gráfico Editorial Argentino S.A (AGEA), editora del Diario Clarín y perteneciente a su grupo multimedios. Artear había sido fundada por el grupo Clarín en 1989, para participar del proceso de licitación de los canales 11 y 13 de Buenos Aires (propiedad del Estado); el 22 de diciembre de 1989, se adjudicó la licencia de LS 85 TV Canal 13, de la cual es propietaria.
Junto con la licencia LS 85 TV la empresa Artear adquirió todos los bienes y se hizo cargo del personal que pertenecía a la empresa Proartel S.A. (Producciones Argentinas de Televisión), antigua compañía de Goar Mestre y asociados, operadora de Canal 13, estatizada en 1973.

### Década de 1990
Desde entonces, la nueva cadena se posicionó como el segundo en el audiencia en Buenos Aires, compitiendo contra Telefe. En los años 1990, alcanzó grandes niveles de audiencia, gracias a los programas de humor político de Tato Bores, programas de contenido cultural como La aventura del hombre, las ficciones La Banda del Golden Rocket, Montaña Rusa y Gasoleros, el programa infantil El agujerito sin fin y las series Poliladron y Campeones de la vida.
Desde 1995, la cadena trabaja asociado a la productora independiente Pol-ka Producciones, propiedad del actor y productor Adrián Suar, quien en 2002 se convirtió en gerente de programación de la emisora.
El 31 de diciembre de 1999 se realizó junto a varias cadenas de TV mundial el Día del Milenio, la primera y única superproducción mundial en alta definición, declarada de interés nacional por la Cámara de Diputados de la Nación. Canal 13 transmitió una programación de 26 horas en la que retrató además de los festejos mundiales, la llegada del nuevo milenio al país desde diferentes partes de Argentina como las Cataratas del Iguazú, el Glaciar Perito Moreno y Ushuaia, vistas por millones de personas del mundo.

### Década de 2000
En esta década, la emisora fue pionera del género Reality Show con el programa Expedición Robinson y se mantuvo en el segundo lugar, a excepción de julio de 2005 por la alta audiencia que produjo la llegada de Marcelo Tinelli a Canal 9. Los programas más exitosos de la primera mitad de la década fueron las telecomedias El sodero de mi vida y Son Amores, las telenovelas Soy Gitano, Floricienta y Padre Coraje, las series Culpables y Locas de Amor y el programa periodístico-humorístico CQC.
En 2005, desembarcó Diego Armando Maradona, para conducir el programa de entretenimientos La Noche del 10. En diciembre, Artear compró el 30% de las acciones de la productora de Marcelo Tinelli, Ideas del Sur.
En 2006, aumentó el promedio general de audiencia y causó gran impacto la llegada de Marcelo Tinelli y su productora Ideas del sur, incluyendo todas sus producciones. Tinelli conduce desde entonces Showmatch, programa en el cual tiene lugar la versión argentina de Bailando por un sueño. También se emitieron los programas de entretenimientos Mañanas Informales y Cuestión de Peso, las telecomedias Sos mi vida, Son de fierro y Por amor a vos, las series Mujeres Asesinas, Amas de casa desesperadas y Socias, las telenovelas Mujeres de nadie, Patito Feo y el programa Éste es el show. El unitario Tratame bien y Valientes formaron parte de la grilla de programación de 2009; esta última marcó el regreso del género al prime time de la emisora.
En abril, y tras varios intentos fallidos, lanzó su propia señal internacional, la cual se retransmite en más de 20 países vía televisión por cable y también por satélite.[cita requerida]
El 1 de diciembre de 2008, con el comienzo de los Premios Clarín, se cambió de logo, y en los comerciales, el nombre comercial de Canal Trece pasó a ser El Trece. Con este cambio, el eslogan Estás en casa fue removido ya que el canal puede ser visto en cualquier lugar de Gran Buenos Aires y en el interior del país. Sin embargo, algunos programas, como Mañanas informales, se mantuvieron al aire luego del cambio de logo hasta fines de ese mes.
Entre el 24 y 26 de marzo y el 5 de mayo de 2009, las señales satelitales de Artear, entre las que se incluye El Trece Satelital, sufrieron extrañas interferencias. Pese a que legisladores opositores apuntaron al gobierno de Cristina Fernández de Kirchner por las anomalías, se determinó que las interferencias surgieron desde una radiotelevisora mexicana.[cita requerida]

### Década de 2010
En 2010 y 2011, Canal 13 logró derrotar a Telefe y ubicarse en el primer puesto del promedio general de audiencia, hecho que no ocurría desde hacía más de 20 años. Ganó los últimos 5 meses de 2010 y los últimos 8 meses de 2011, impulsado en gran medida, por la alta audiencia de Showmatch, sumado al muy buen rendimiento de Telenoche, las tiras diarias Malparida, Los Únicos y Herederos de una venganza, los unitarios Para vestir santos y El puntero, los programas de entretenimientos Sábado Show, La cocina del show y A todo o nada y la cuarta temporada de Éste es el Show. En 2012 la emisora regresó al 2° lugar, manteniéndose en ese puesto hasta la actualidad.
Durante la primera mitad de esta década (2010-2014) los programas destacados fueron: las telenovelas Malparida, Herederos de una venganza, Los Únicos, Sos mi hombre, Solamente vos, Farsantes y Guapas, los unitarios Para vestir santos, El puntero y Tiempos compulsivos, los programas de entretenimiento y actualidad Showmatch, Éste es el show, Sábado show, El diario de Mariana, Periodismo para todos, A todo o nada, Los 8 escalones y Real o no real, y los espectáculos de telerrealidad Soñando por bailar, Soñando por cantar y Cuestión de peso. Con esta programación, el canal se mantiene en 2° lugar durante 2012, 2013 y 2014.
Tinelli con Showmatch se mantuvo como la principal figura del canal durante esta década. Estuvo ausente en 2013, que es cuando decide tomarse un año sábatico luego de haber finalizado su contrato con Canal 13; en ese año estuvo a punto de pasarse a Telefe, en medio de una operación encabezada por el kirchnerismo a través del empresario Cristóbal López, para perjudicar al Grupo Clarín. La figura del canal que más se consolidó en el canal durante esta década fue Guido Kaczka, quien condujo programas tales como A todo o nada, Los 8 escalones, Dar la Nota, La Mejor Elección, Hacelo feliz, Las Puertas y La Tribuna de Guido.
En marzo de 2014, luego de 34 años, la diva Mirtha Legrand regresó a la pantalla de Canal 13 con su programa Almorzando con Mirtha Legrand, emitido los domingos a las 13:30, y La noche de Mirtha, emitido los sábados a las 22:00.
En 2015, el canal 13 perdió el año con Telefe por 0.06 décimas. No obstante, logró altos niveles de audiencia con Showmatch, Esperanza mía y Las mil y una noches, en el prime time. También, obtuvo buenos resultados durante la tarde, con los magazines El diario de Mariana y Este es el show. Estrenó el unitario Signos, protagonizado por Julio Chávez, los programas de entretenimientos Dar la nota, La Mejor Elección y Lo que das conducidos por Guido Kaczka, Como anillo al dedo, conducido por Nicolás Vázquez, y el magazine La mesa está lista, con la conducción de Germán Paoloski.
El 31 de enero de 2016, durante el mediodía, ocurrió un incendio en el edificio de Artear, en Constitución, donde se encuentran las señales. El mismo obligó a la evacuación total de las oficinas, por lo que alrededor de las 13:35, Canal 13, TN y los demás canales de la empresa, salieron del aire, incluso tras estar emitiendo en vivo. No hubo heridos de gravedad, y el origen del incendio se dio en un cuarto de utilería, que habría afectado algunos estudios y oficinas dentro del edificio. El canal volvió al aire a las 16:14, con la transmisión desde Mar del Plata del programa de Almorzando con Mirtha Legrand, interrumpido en vivo. Sin embargo, a los pocos minutos, la señal se volvió a caer, restableciéndose más tarde.[¿cuándo?]
En cuanto a TN, la señal volvió al aire pasadas las 16:30, en una transmisión de emergencia desde las afueras del edificio, así como el mensaje que por entonces la ministra de Seguridad Patricia Bullrich dio en el lugar del siniestro.
Durante 2016, el canal emitió programas tales como las telenovelas Los ricos no piden permiso y Esposa joven, el unitario Silencios de familia, los programas de entretenimientos Pasapalabra, Como anillo al dedo, La mejor elección y MDQ para todo el mundo, los magazines Los ángeles de la mañana, Nosotros a la Mañana y El diario de Mariana y el programa periodístico Periodismo para todos. El canal sumó las transmisiones de Fútbol para todos, que durante el gobierno de Cristina Kirchner, no pudo transmitir debido a las malas relaciones entre el kirchnerismo y el Grupo Clarín.[cita requerida] Finalizó el año en 2° lugar, con 8,5 puntos de índice de audiencia, a solo cuatro décimas de Telefe.[cita requerida]
En 2017, finalizó el 7 de febrero la lata turca Esposa joven, comenzando Medcezir. El 20 de febrero, otra vez regresó Cuestión de Peso con Fabián Doman.
El 23 de enero el canal había estrenado la telenovela Quiero Vivir a tu Lado protagonizada por Mike Amigorena, Paola Krum, y coprotagonizada por Florencia Peña, y Alberto Ajaka, con las participaciones de Muriel Santa Ana, Jimena Barón, Gabriela Toscano y Carlos Belloso.
El 12 de marzo, se estrenó el programa Pasión por el fútbol con la conducción de Sebastián Vignolo. Al día siguiente debutó Divina, está en tu corazón, por la misma actriz actuó en Patito Feo. El 27 de marzo, cambió de gráfica y estética de eltrece. El 15 de mayo regresó Tinelli con Ideas del Sur - ShowMatch, Este es el show. El 29 de mayo, se estrenó Las Estrellas, novela protagonizada por Celeste Cid, Marcela Kloosterboer, Natalie Pérez, Violeta Urtizberea y Justina Bustos. En julio volvió Periodismo para todos con Jorge Lanata a la cabeza.
En 2018 se emitieron las ficciones Simona y Mi hermano es un clon, los programas Los especialistas del show y Ojos que no ven con Andrea Politti. Se mantuvieron en pantalla Almorzando con Mirtha Legrand, Periodismo para todos y los programas de entretenimiento Pasapalabra y Showmatch.
En 2019, se vio estrenos como Amores cruzados, para siempre, Corte y confección (Andrea Politti), Otra noche familiar, (Guido Kaczka) y Argentina, tierra de amor y venganza. Además del cine y películas en El mundo del espectáculo, continuaron Los ángeles de la mañana, El diario de Mariana, Pasapalabra, Periodismo para todos, Pasión por el fútbol, Carburando, Almorzando con Mirtha Legrand, La noche de Mirtha y Showmatch.

### Década de 2020
A partir de 2020, año en que el canal cumple 60 años, El Trece realizó grandes cambios en su programación. Se despidieron del aire la telenovela Argentina, tierra de amor y venganza y el programa El diario de Mariana. Se estrenó la telenovela Separadas y el programa Crónicas de la tarde, mientras llega el nuevo programa de juegos Mamushka (con Mariana Fabbiani). Continuaron al aire los programas de El mundo del espectáculo, Corte y confección, Pasapalabra, Los ángeles de la mañana, Periodismo para todos, Pasión por el fútbol, Carburando, y Cantando 2020. Una de las telenovelas extranjeras turcas que emitió el canal durante 2015, y que volvió a formar parte de la programación de la emisora el día 2 de enero es Las mil y una noches.
A partir de agosto de 2020, El Trece estrena desde el lunes 24 de agosto Mujeres y también el programa de 2004 que regresa al canal 100 argentinos dicen conducido por Darío Barassi, el viernes 21 de agosto, se emite el último programa de la gran final de Corte y confección: colección 2020.
En 2021, luego de un año complicado marcado por la pandemia de COVID-19, El Trece renovó nuevamente su programación. Finalizó el Cantando 2020 el 15 de enero. Llegó la telenovela mexicana Te doy la vida y el 17 de febrero se renovó el noticiero Telenoche, mientras que se haría el programa del retorno de Mariana Fabbiani, Lo de Mariana. Continuaron al aire El mundo del espectáculo, Corte y confección (esta vez en su edición "Famosos"), Mamushka, 100 argentinos dicen, Bienvenidos a bordo, Los ángeles de la mañana, Periodismo para todos, Pasión por el fútbol, Carburando y luego de un año sin pantalla, Showmatch.
Luego del final de Corte y confección Famosos, el canal estrenó El club de las divorciadas. Lo de Mariana fue cancelado por baja audiencia, por lo que Nosotros a la mañana regresó al aire. El 26 de julio, se estrenó Los 8 escalones del millón. La idea del juego estadounidense Match Game, fue tomada para hacer Soy Rada, a la vez que el programa El gran premio de la cocina fue levantado y su horario fue ocupado por Hogar dulce hogar. Además también se estrenó la ficción diaria La 1-5/18 y el concurso. El 31 de diciembre terminó de emitirse Los ángeles de la mañana luego de 6 temporadas.
A principio de 2022, estrenaron el magazine Momento D y el concurso El gran juego de la oca. También fue levantado Notitrece y en su lugar fue estrenado Mediodía noticias con la conducción de Luis Otero y Sandra Borghi. En julio se estrenó la primera temporada de Canta conmigo ahora al mismo tiempo que terminaba la primera temporada del exitoso reality El hotel de los famosos. También fue estrenado Socios del espectáculo en la franja que había dejado Los ángeles de la mañana. Además, en las tardes fue levantados Match Game y Hogar dulce hogar, siendo reemplazados por Momento D y Turno Tarde, aunque este último sería levantado también a poco tiempo de su estreno. Finalmente eltrece decide transmitir las repeticiones de MDQ para todo el mundo y sumaron una edición extra de Los 8 escalones del millón.
En 2023, finalizaron los ciclos de 100 argentinos dicen, Momento D y la primera edición de Canta conmigo ahora. Fueron estrenados nuevos programas en la tarde del canal como Los desconocidos de siempre, ¿De qué signo sos?, Pasaplatos y Ahora caigo. También se transmitieron las segundas temporadas de El hotel de los famosos y de Canta conmigo ahora, aunque ambas fueron emitidas en el horario de 18:30 en lugar del prime time. Volvió la ficción nacional al canal de la mano de ATAV 2. En agosto, se estrena un nuevo magazine llamado Poco correctos bajo la conducción del Chino Leunis y El Pollo Álvarez ocupando el lugar de ¿De qué signo sos?. También se estrena El Galpón con Sergio Lapegüe por los fines de semana. En septiembre estrenó otra ficción Buenos chicos que se mantuvo hasta marzo de 2024.

## Señal en alta definición
Lanzado el 25 de septiembre de 1998 a las 19:45 horas, el Canal 13 de Buenos Aires fue la primera estación en realizar pruebas en alta definición en Argentina. Continuó realizando emisiones de prueba entre 2000 y 2009 en el canal 12 de la banda VHF bajo la norma ATSC. Sin embargo, en 2009, luego de que el Congreso argentino sancionara la Ley de Servicios de Comunicación Audiovisual y un consejo técnico eligiera el estándar digital ISDB-Tb como norma oficial para la TDT Argentina, el canal continuó realizando transmisiones de prueba pero ahora en la banda UHF por el canal 33, con el subcanal virtual 33.1 en la TDT.
En 1999, la cadena formó parte de la superproducción mundial El Día del Milenio, transmitiendo 26 horas en HD. En 2004, junto con Pol-ka Producciones, realizó la primera miniserie argentina en HD, Sin código. Además, transmitió Amas de casa desesperadas y el último programa de La Noche del 10 en vivo. También ha emitido películas en HD, como la saga completa de Star Wars y El regalo prometido. Los noticieros se emiten en HD desde 2006, y a partir de 2009, todos los programas son producidos en alta definición. Desde el 26 de mayo hasta el 29 de diciembre de 2010, transmitió en HD el unitario Para vestir santos por el canal 619 de Cablevisión. El 16 de mayo de 2011, a las 7:00, lanzó definitivamente la señal por Cablevisión, en primer término para el Área Metropolitana de Buenos Aires, y progresivamente para las ciudades del Interior que cuentan con el servicio. Años más tarde, el 18 de septiembre de 2015 a la misma hora, se lanzó oficialmente la señal El Trece HD por la proveedora satelital DirecTV en el canal 1124. Posteriormente en 2012, la operadora retira de las ciudades del interior esta señal HD, debido al lanzamiento de señales HD de las emisoras repetidoras (excepto Pergamino, Mercedes, Chivilcoy, entre otras).

## Señales
El canal emite a través de 6 plataformas distintas, todas emiten la misma señal.
- Señal Buenos Aires: Además de poseer el logotipo en pantalla durante la programación en la esquina superior derecha, agrega el texto «vivo» debajo de este para cualquier programa que sea emitido en directo, con la excepción de los noticieros. Muestra la hora y temperatura en pantalla, esta última desde Buenos Aires, las cuales se encuentran en la esquina inferior izquierda. Emite también los pedidos de solidaridad, así como la publicidad a través de barras en el lado inferior de la pantalla. Contiene una pista de audio adicional para la autodescripción de los programas al aire y utiliza placas de apertura, las cuales solían usarse para el cierre de transmisiones de la cadena y quedaban estáticas hasta el comienzo de actividades del día siguiente. Por lo general en la actualidad, al terminar la transmisión, ponen solo la hora en pantalla hasta el comienzo de la jornada.

- - Señal analógica: Empezó transmisiones el 1 de octubre de 1960 a las 20:30. Es distribuida por la frecuencia 13 de la banda análoga VHF (de ahí el nombre, canal 13) desde el Edificio Alas para toda el Área Metropolitana de Buenos Aires.

- - Señal digital: Fue lanzada oficialmente el 19 de abril de 2011 dentro del sistema de televisión digital terrestre nacional en el canal 33 de la banda UHF. Está disponible para la zona sur del área metropolitana; emite con baja potencia y hubo lapsos de tiempo en que la señal no emitió por horas o incluso días. Desde 2013, el canal potenció su señal a 800 W y comenzó a cubrir a lugares previamente inalcanzables.

- Señal satelital Buenos Aires: Esta señal es exclusiva para el proveedor DirecTV (Canal 124), el cual la distribuye al nivel nacional. Durante eventos exclusivos para Buenos Aires, suele colocar una placa con el texto Evento no disponible en su zona.

- Señal HD: Fue lanzado el 25 de septiembre de 1998 y se convirtió en una de las primeras señales en HD del país. Emite en 1080i en simultáneo con el canal principal, incluyendo tandas comerciales, algunas de las cuales se encuentran en 4:3. Tiene el logotipo en pantalla de menor tamaño que el canal principal, y posee un giro en 3D. Muestra el texto vivo debajo del logotipo durante programación grabada en directo y ofrece la venta de programación dentro de una barra en la zona inferior de la pantalla.

- Señal satelital Interior: Lanzada en 1991, es exclusiva para los cableoperadores del interior del país y emisoras afiliadas a Artear.[17] Hasta 2012, las emisoras de Artear retransmitían la programación de Canal 13 por medio de esta señal. Entre el 24 y 26 de marzo y el 5 de mayo de 2009, las señales satelitales de Artear (incluida Canal 13 satelital) sufrieron extrañas interferencias producidas desde una empresa de radiodifusión mexicana. En enero de 2010, la señal transmitió el Festival Nacional de la Doma y el Folclore de Jesús María en la provincia de Córdoba de forma exclusiva. Esta señal posee diferencias con el canal principal, ya que posee un logotipo en pantalla de menor tamaño y más centrado a la pantalla. En vez de mostrar el texto en vivo durante un evento en directo, muestra el texto El trece; además, no muestra la hora en pantalla, excepto durante Agro Síntesis y tampoco realiza la venta de programación durante la emisión de programas. Emite en estéreo y posee subtítulos cerrados para hipoacúsicos, los cuales pueden ser habilitados. Sin embargo, no posee una segunda pista de audio y no emite la misma publicidad que el canal principal por las leyes que lo determinan. En algunas ocasiones, por conexión con la señal de Buenos Aires, el canal satelital emite los comerciales de la capital de forma parcial o completa. Mientras que el canal base emite Plan TV, la señal satelital programa a Agro TV en el mismo horario y esta señal coloca la placa estática del canal hasta el comienzo de programación del día siguiente.

- - Señal satelital HD: Emite vía satélite y es exclusiva para las repetidoras de El trece en el interior. Dichas repetidoras comenzaron a retransmitir la señal en mayo de 2012 — antes retransmitía El trece Satelital—. Al igual que la señal HD principal, Canal 13 HD Satelital también emite en 1080i y emite la misma programación que Canal 13 HD, con la excepción de las tandas que son las mismas que la señal satelital SD. Sin embargo, ni la señal satelital ni la HD satelital emiten en simultáneo. Posee el mismo logo en pantalla que la señal HD pero sin animación; tampoco tiene el texto vivo durante la programación en directo y carece de la hora y temperatura en pantalla, para que las emisoras afiliadas puedan incrustarlas en sus respectivas estaciones. Esta señal no realiza venta de programación y esta señal HD, al igual que la señal satelital SD, coloca la placa estática del canal hasta el comienzo de programación del día siguiente.

- Señal internacional: Lanzado en 2009, está disponible para la mayoría de operadoras en América y Europa. Se encuentra disponible en HD y posee el mismo tamaño de logotipo en pantalla que la señal principal, con el texto eltrece internacional. No muestra la leyenda en vivo durante programación en directo y tampoco muestra el horario en pantalla ni la temperatura, al ser distribuido en diferentes países. Durante las pausas comerciales, solamente emite publicidad del canal y posee gráficas e identificadores exclusivos. Usa las mismas tandas que la señal satelital, con la inclusión de los horarios de Santiago (UTC-3/4 DST), Bogotá (UTC-5), San José (UTC-6) y Madrid (UTC+2) para la programación de las series a emitir.

## Estudios
El canal tiene sus estudios mayores y control central en el barrio de Constitución, frente al nudo intercambiador de la Autopista 25 de Mayo y la Avenida 9 de Julio, en la Ciudad de Buenos Aires. Se accede a los mismos por la Calle Lima 1261 y por la Calle Cochabamba 1153. En dichas instalaciones no se realizan todos los programas, ya que algunos –ficciones principalmente– se realizan en los estudios de las productoras asociadas.

## Tecnología
En 1969, Canal 13 realizó las primeras pruebas de transmisión en color. Estas experiencias totalmente privadas se realizaron por el aporte de los técnicos e ingenieros de la empresa, con equipamiento de la firma Sony. El sistema utilizado fue NTSC, que según sus cálculos daba una serie de ventajas. En 1975 se lo cambia a PAL definitivamente. Las experiencias consistían en la transmisión desde un estudio de una imagen color, utilizando las facilidades y el transmisor de la emisora. Se realizaron a las 2.00 AM. La señal era recibida en un receptor ubicado en la casa de un ingeniero de la cadena, que se comunicaba telefónicamente con el estudio para realizar los ajustes. Las pruebas fueron ampliamente satisfactorias.
Cuando la cadena se propuso la importación del equipamiento para implementar las transmisiones color, el gobierno de facto, ante la falta de regulaciones bien analizadas, prohibió las transmisiones color en todo el país, hasta tanto no se pronunciara oficialmente sobre un sistema en particular.
En 1977, el Canal, bajo control de la Armada, y dentro de las ambiciones presidencialistas internas de Massera, inició conversaciones con la Rede Globo de Brasil para la adquisición de equipos PAL-M, para la transmisión local en colores de la Copa del Mundo de 1978. Finalmente, la iniciativa de fines demagógicos (un canal de la Armada, llevaría el color "al pueblo") no prosperó debido a la reticencia interna y a que la transmisión del mundial se realizaría en PAL-B y PAL-N, pero sobre todo porque el centro de transmisión A78TV estaba bajo control del Ejército.
Ya desde mediados de 1979, el canal hacía esporádicas transmisiones en color, sobre todo de prueba. Pero recién, en la medianoche del jueves 1 de mayo de 1980, la televisora es autorizada a emitir programas en color bajo el sistema PAL-N. La figura encargada de hacer el «traspaso» de la televisión en blanco y negro al todo color en Argentina fue Lidia Satragno, «Pinky», sorprendentemente vestida completamente de negro. Lo primero que se emitió en colores fue una Bandera Argentina registrada en película teniendo como fondo musical la canción a la bandera: Aurora. Luego se proyectó la película My Fair Lady.
Incorporó cámaras computarizadas RCA TK-47 y equipos de la misma marca que prestaron servicio durante 14 años hasta ser reemplazados por las Ikegami HK-377 en 1994.
Fue la primera emisora en realizar una transmisiones regulares en estéreo con el sistema Multichannel television sound (sonido multicanal de televisión); todas las señales emiten en este sistema.
La emisora cuenta con el sistema Ghost Cancelling, que sirve para recibir imágenes a través de la televisión por aire sin «fantasmas» o reflejos de imagen, mediante una subportadora en la señal radioeléctrica, que actúa en la fase de barrido vertical de la imagen mediante una ecualización digital.
Asimismo, implementó el sistema SAP, que permite escuchar la mayoría de las películas dobladas en su idioma original. Actualmente, utiliza el SAP para la Autodescripción (AD), en la señal de Aire.
Fue una de las primeras emisoras en ofrecer los subtítulos opcionales para hipoacúsicos (Closed Caption), que son obligatorios por ley; éstos, están presentes en las tres señales nacionales.
Fue la primera emisora argentina en realizar transmisiones de prueba en el sistema TDT, en el canal 12 de VHF, bajo la norma ATSC desde septiembre de 1998 hasta 2009, emitiendo en HD los programas anteriormente mencionados y algunos otros programas en SD; esto lo hizo basándose en la resolución 2357/98. En 2009, el Congreso de la Nacional Argentina sanciona la Ley de Servicios de Comunicación Audiovisual, un consejo de expertos se inclinó por el ISDB-T (sistema japonés con modificaciones brasileñas) como norma oficial para las transmisiones digitales de televisión en la República Argentina. Por ende, el canal 13 hizo los cambios técnicos necesarios para adecuarse al sistema elegido. Actualmente, la señal TDT en la relación de aspecto 16:9 en HD se emite por el canal 33.1 de la TDA.

### Centro de Arte Electrónico
Canal 13 cuenta con el primer Centro de Arte Electrónico (CAE) del país, inaugurado en 1986, mientras la emisora era un canal estatal. Se le suma un Centro de efectos especiales, composición y masterización de audio completamente digital. Las posibilidades que estos complejos ofrecen son utilizadas para la creación de las campañas institucionales de la emisora y el packaging del mismo (incluyendo logotipos, gráficas, efectos, barridas comerciales, venta on-air de los programas, etc.).
Equipamiento:
- Salas de edición y masterización de formatos Betacam SP, Betamax SP, Betacam Digital, U-MATIC y AMPEX VPR entre otros
- Islas de edición no lineales digitales para composición integral. Programas utilizados: Alias Maya, 3D Studio Max, Avid Nitris HD, Premiere Pro, Jaleo, After Effects, Photoshop, Illustrator y Autodesk Combustion.
- Controles de los noticieros equipados con generadores Vizrt para los videograph y videografía 3D en tiempo real.
- Sala de grabación y composición de audio, folley y efectos especiales.
- Interconexión por fibra óptica de los estudios.
- Fue la primera emisora en contar con un data center.

Desarrolla toda su operación basada fuertemente en Internet (utilizando los servidores de PRIMA-Clarín Global), centralizando la administración y distribuyendo la operación, bajando de esta manera sus costos transaccionales y aumentando su productividad laboral.

## Eventos especiales
Desde 1994, la cadena realiza junto con UNICEF, el programa Un sol para los chicos, dedicado exclusivamente a la donación de dinero para esta institución, por parte de empresas y televidentes. Estos últimos, son incentivados mediante juegos telefónicos con personajes famosos y sorteos.
El programa tiene varios conductores a lo largo de la transmisión y también participan la mayoría de las figuras de la cadena; se emite todos los años, en el Día del niño, durando por lo general 9 horas. Durante el programa, se realizan conciertos musicales con el mismo fin de recaudar fondos.

## Canales afiliados
Notas:
- Afiliación secundaria.